# Gesteira
Gesteira is een plaats (freguesia) in de Portugese gemeente Soure en telt 1104 inwoners (2001).